# Verklista till Sällskapet för svenska kvartettsångens befrämjandes häften 1886-1964 (I-LXXI)
Denna listartikel är en verklista för sällskapet för svenska kvartettsångens befrämjandes sånghäften 1886-1964 (I-LXXI)
Textförfattarens namn anges inom parentes. Om detta saknas så är kompositören själv textförfattare.

## Häfte I–XX (1886–1906)

### Häfte I (1886 års kvartetthäfte).
Förstapriset: August Körling: 1. I vårens tid, (ur Mirza Schaffys sånger), 2. Hvad liknar du vackra flicka (Klockhoff), 3. Dryckesvisa (Nyblom), 4. På minnesdagen, 5. Bort! (Nyblom), 6.»Det fins en gosse och han är min» (Gellerstedt).
Andra priset: Fr. Hertzman: Dryckessång (E. Wallmark).
Tredje priset: August Enderberg: 1. Sångarfröjd, 2. Längtan.
Inköpt på prisnämndens förslag:
Fredrik Kjellstrand: Slåttervisa.

### Häfte II (1888 års kvartetthäfte).
Andra priset: August Enderberg 1. Idealism (C. D. af Wirsén). 2. Vuer (Gellerstedt), 3 Lärkröster i maj (Topelius) 4. En sommarkväll (Oscar Fredrik), 5. Vårsång (Stagnelius).
Tredje priset: John Jacobsson 1. Dans ropte Fedlen (Bj. Björnson), 2. Fjärran (Öman), 3. Rosina (efter P. Heyse).
Inköpta på prisnämndens förslag:
Ivar Hallström: Drapa (Frans Hedberg);
Ludv. Norman: 1. Qvällen (Wirsén), 2. Vid barnets bädd om juletid (Wirsén).

### Häfte III (1889 års kvartetthäfte)
Andra priset: Fr. Hertzman: Soldatkör (E. Wallmark).
Tredje priset: A. M. Myrberg: 1. Ballad ur »Fången på Kallö» (Edv. Bäckström), 2. Vinet.
Inköpta på prisnämndens förslag:
John Jacobsson: Midsommarstången (Sehlstedt)
G.R. Norén: Sångarens farväl
August Enderberg: Vinet.

### Häfte IV. (1890 års kvartetthäfte).
Första priset: Aug. Körling: 1. Sten Sture (E. Bäckström), 2. Saga på kämpens hög (Topelius).
Tredje priset: August Enderberg: Vårvandring (J. P. Wallin).
Inköpta på prisnämndens förslag:
Frans Tiger: Floden
O.F. Hagman: Vid Beudemirs ström (ur »Lalla Rookh» af Thomas Moore),
A. M. Myrberg: Kettil Rese och Atte Troll.

### Häfte V. (1891 års kvartetthäfte).
Tredje priset: Erik Åkerberg: Klingen vida tunga klockor.
Inköpta på prisnämndens förslag:
O. F. Hagman: Ergo bibamus (efter Goethe),
A. M. Myrberg: Saknad.
Ch. Kruse: Visa i folkton.
Utom pristävlan har styrelsen förvärvat följande sånger:
Aug. Söderman 1. Soldaterna, 2. Pilgrimerna, 3. Festkantat vid aftäckning af Wadmans byst i Göteborg 1869; 4. Dödsruna.

### Häfte VI. (1892 års kvartetthäfte).
Inköpta på prisnämndens förslag:
C. W. Rendahl: Hemmet;
Sign. Ola Sten-grimson: Jan Ersa och Per Ersa (Fröding, ur »Vermländska låtar»);
Preben Noderman: Till Norden
J. G. Morén: Hymn (Davids Psalm 104)
G. Norén: 1. Hör klockorna ringa; 2. Irmelin rosen.
Utom pristävlan har styrelsen förvärvat följande sånger:
A. M. Myrberg: Hvad sjunger du, liten fågel?
M. Rystedt: Serenad
John Jacobsson: Till tonerna (Öfvers. från »Douce Harmonie» af A. L)
Ivar Hallström: Drömmen (E. v. Quanten).

### Häfte VII. (1893 års kvartetthäfte).
Andra priset: A.M. Myrberg: Från skogar och dalar. 1. Våren, 2. Solskensdag, 3. Landtlig fest, 4. I sommartid, 5. Röster i skogen, 6. Sommarnatt.
Utom pristävlan har styrelsen förvärvat följande sånger:
O. F. Hagman: 1.»Du frågar mig, min hjärtans kär» (Em. Geibel. öfv.) 2. Vårsång
Ivar Hallström: Bland skären (solokvartett och kör)
Ludv. Ohlson: Eko
W. Peterson-Berger: Husarvisa
Vilh. Svedbom: Hymn vid Schéelestodens aftäckning, 9 dec. 1892.
Er. Åkerberg: Balder är fallen.

### Häfte VIII. (1894 års kvartetthäfte)
Andra priset: W. Peterson-Berger: En fjällfärd. (Tillegnad. Svenska Turistföreningen): 1. Prolog, 2. Vandringssång, 3. På fjället i sol, 4. På fjället i regn, 5. Humoresk, 6. Serenad, 7. Afsked, 8. Epilog.
Tredje priset: Preben Noderman: Barcarole. (A. Toll)
Utom pristävlan har styrelsen förvärvat följande sånger:
Franz Berwald: Serenad (komp. 1867. Originalmanuskriptet i Kun. Oscar II:s musikbibliotek)
Ivar Hallström: Sjömanssång
Helene Munktell: Folkvisa
A. M. Myrberg: God natt!
Aug. Söderman: 1. Farväl!, 2. Stjärnehvalfvet.

### Häfte IX. (1895 års kvartetthäfte)
Andra priset: Karl Valentin: Champagne (solo m. kör; tillegn. Göta P. B.; ord. af W. Paterson).
Tredje priset: A. M. Myrberg: 1. Utfärd, 2. När sol sjunkit ned
John Jacobsson: Äktenskapsfrågan (G. Fröding).
Utom pristävlan har styrelsen förvärvat följande sånger:
John Jacobsson: Dryckessång;
A. F. Lindblad: 1. Längtan efter det himmelska (posth. Originalmanuskr. tillh. Kon. Oscar II, Sällsk:s höge beskyddare, som ställt det till dess disposition); 2. Helsningssång, »Fritt må stormarna gå» (Af de svenska till de danska studenterna vid ankomsten till Köpenhamn 23 juni 1845); 3. Svensk sång. »Det rinner strömmar många». (Originalman. tillh.Kon. Oscar II, som ställt det till Sällsk:s disposition. Kompositionen förekommer äfven i Lindblads»Om vinterkväll» för solo och bland, kör)
Aug. Lundh: Vinet och kärleken (G. G. Ingelman)
A. M. Myrberg: 1. Vårjubel, 2. Ute på fjärden
Ludv. Norman: 1. Jägarsång (posth., ord af Dahlgren); 2. Glädjen (posth.; ur Sällsk. P. B:s Sekularfestmusik. Ord af Talis Qualis)
Aug. Wallenberg: Julnatten. (Afdeln. I ur körcykeln »Julnatten»,op. 10.)

### Häfte X (1896 års kvartetthäfte)
Andra priset: E. Ellberg: Vårvisa (C. F. Dahlgren).
Tredje priset: August Enderberg: Bröllopsvisa
Adolf Lindgren: Morgonvandring. (L. Runeberg)
Sara Wennerberg: Ziguenarsång.
Utom pristävlan har styrelsen förvärvat följande sånger:
F. A. Frieberg: En glad visa (Topelius)
Otto Lindblad: 3. Svensk frihetssång (posth.), 2. Sången (posth., Ord af Tegnér), 3, Den bergtagna (Sv. folkvisa, arr.), 4. Norrländsk folkvisa (arr.)
Emil Sjögren: Vårluft (med barytonsolo. Ord av Topelius).

### Häfte XI (1897 års kvartetthäfte)
Andra priset: Karl Valentin: Klockringning (i fyra afdeln.; Ord af V. Rydberg efter Edgar Poe — Tillegn. Sällsk. O. D. i Uppsala.)
Tredje priset: A. M. Myrberg: 1. Ut på det blånande haf, 2. Liten fågel, 3. Vid stranden, 4. Efter islossningen
Ivar Widéen: Slå i det skummande vin!
Utom pristävlan har styrelsen förvärvat följande sånger:
C. A. Brolén: Vackra sky (Snoilsky)
O. F. Hagman: Bordvisa (F. M. Franzén)
Richard Henneberg: Aftonvandring
Herm. Palm: Under rönn och syrén (Topelius, ur »Sylvias visor».)

### Häfte XII (1898 års kvartetthäfte)
Tredje priset: Ivar Widéen: Söndagsmorgonen (J. O. Wallin).
Utom pristävlan har styrelsen förvärvat följande sånger:
E. Ellberg: Serenad (Runeberg)
Aug. Körling: Ur kantaten vid Karl X Gustaf-stodens aftäckning d. 28 juni 1896. (Ord af Snoilsky)
Conr. Nordqvist: Solsång: (W. Nordin)
Herm. Palm: 1. En liten tid (Topelius), 2. Försakelsen (Topelius, ur »Selmas tankar i våren»), 3. Skördefolket dansar om kvällen på ängen (Topelius, ur »Sylvias visor», Tillegn. Lunds Studentsångförening)
A. M. Myrberg: Aftonskyar (Lennart Henning)
Ivar Widéen: Sommarfrid i sole lid (W. Nordin)

### Häfte XIII (1899 års kvartetthäfte)
Andra priset: G. Kallstenius: God natt (Till H. Ö.)
Tredje priset: G. T. Lundblad: Mörker och ljus (Es. 60: 2, 3)
Ivar Widéen: 1. Bacchanal. Till stud. Sällsk. N. N. i Lund); 2. En gammal historia (Heine). 3. Till Österland (Marit tänker vid sländan, ur »Vapensmeden» af V. Rydberg.)
Utom pristävlan har styrelsen förvärvat följande sånger:
Alfred Berg: 1. Aftonen. (C. D. af Wirsén — Tillegn. Lunds studentsångfören.) 2. Begrafningsmotett (ur Bibeln. — Till biskop W. Flensburgs minne); 3. Källan (Holger Drachmann — Tillegnad Sällsk. N. N. i Lund)
Aug. Körling: Herkules (Arv. Törnblom — Tillegn. Sällsk. Heimdall)
A. M. Myrberg: 1. Det mörknar i skog, 2. Till svenska fanan (Sundius)

### Häfte XIV (1900 års kvartetthäfte)
Upplaga 2000 exemplar
Tredje priset: Sara Wennerberg: Oförstådd (K. Arsenius)
Ivar Widéen: 1. Jorum (Af Hans Holbein den yngste från Rättvik; ord af E. A. Karlfeldt, 2. Dalmarsch (E. A. Karlfeldt — Tillegn. kvartettsångsällskapet i Helsingborg.)
Utom pristävlan har styrelsen förvärvat följande sånger:
Hugo Alfvén: Friheten (biskop Thomas)
O. F. Hagman: Sylvia (Topelius)
Anton Kull: På vakt (K. A. Mellin)
G.R. Norén: Gammal melodi från äldsta kristna tiden
Emil Sjögren: Sakta, sakta, stilla sjungen (Vid kartografen C. E.Dahlmans bår. Ord af V. v. Heidenstam)
Ivar Widén: Sigurd Jorsalafar. (G. Fröding — Till Lunds Studentsångförening)

### Häfte XV (1901 års kvartetthäfte)
Upplaga 2000 exemplar
Andra priset: Julius Wibergh: Natt (Sigrid Brink)
Tredje priset: O. F. Hagman: Jägarsång
Sigfrid Nyrén: Saga vid spiseln (Topelius)
Sara Wennerberg: Vemod.
Utom pristävlan har styrelsen förvärvat följande sånger:
C R. Nyblom: Hymn vid Första Allmänna Sångarfesten 1897
Herm. Palm: Svensk Frihetssång (biskop Thomas)
A. M. Myrberg: 1. Midsommardans, 2. Vårsång (Tillegnade Kvartettsångarförbundet)
Emil Sjögren: Min hedersvän, töm din pokal (Thom. Moore)

### Häfte XVI (1902 års kvartetthäfte)
Upplaga 2000 exemplar
Tredje priset: E.Ellberg. 1. Stjärnfallet (E. v. Quanten), 2. Vikingasång Tor Hedberg)
G. Norén: Lofsång (Ps. 117 —Tillegn. sv. K. F. U. M:s sångkör)
Jul. Wibergh: Budkaflesång (fr. 1400-talet af biskop Thomas)
Ivar Widéen: En visa, om mig och narren Herkules (Ur kung Eriks visor af G. Fröding)
Utom pristävlan har styrelsen förvärvat följande sånger:
Alfred Berg: »Sänd tröstens ängel» (Begrafningsmotett)
Aug. Körling: 1. Carina (K. A.Mellin), 2. Guld och gröna skogar (Tor Hedberg), 3. Var Svensk. (Klippans son. — Tillegnade Kristianstads sångförening)
Sara Wennerberg: I skogen (A. T. Gellerstedt).

### Häfte XVII (1903 års kvartetthäfte)
Upplaga 2000 exemplar
Utom pristävlan har styrelsen förvärvat följande sånger:
Hugo Bedinger: Skördefolket dansar om kvällen på ängen (Topelius)
Oskar Helander: Vid sångarbroderns graf;
A. M. Myrberg: Skeppet (Tillegn. Sångsällsk. O. D.)
W. Peterson-Berger: Finsk idyll. 1. Kör och solo, 2. Solokvartett och kör, 3. Kör och solo (Ur »Idyll och Epigram» af Runeberg)
Emil Sjögren: »Ej finns en glädje på jorden vid» (Runeberg)
Ivar Widéen: 1. Spelmansvisa (A. Karlfeldt), 2. »Tindrande fagra stjärna» (D. Fallström)
Er. Åkerberg: Östersjön. (Oscar Fredrik).

### Häfte XVIII (1904 års kvartetthäfte)
Upplaga 2200 exemplar
Andra priset: Anton Andersen: Äktenskapsfrågan (G. Fröding).
Tredje priset: Fredr. Hjort: Vårvisa (O. Hermelin);
Sara Wennerberg: Liten Kerstin.
Utom pristävlan har styrelsen förvärvat följande sånger:
Hugo Alfvén: Harrgårdstösa i Äppelapla (G. Fröding)
Aug. Körling: 1. Stenbocks gossar. (D. Fallström), 2. Viola (Fjalar);
W. Peterson-Berger: 1. Guldfågel (Snoilsky), 2. Juninatt (efter Lermontow)
Ivar Widéen: Värendslåt (Theo Lundberg).

### Häfte XIX (1905 års kvartetthäfte)
Upplaga 2400 exemplar
Tredje priset: Harald Colleen: Väntan (Tillegn. Söderhamns Sångförening)
Rudolf Kjellén: Södermanland (Snoilsky, ur »Hvita frun»)
A. M. Myrberg: Bromsen och regnet.
Utom pristävlan har styrelsen förvärvat följande sånger:
Alfred Berg: Jordens oro viker (Åt minnet af Rector magnificus Magnus Blix. Ord af J. O. Wallin)
Fredr. Hjort: Harrgårdstösa i Äppelapla (G. Fröding)
Ruben Liljefors: »Säg dock hvad jag vill» (J. L. Runeberg)
G. Norén: Till Österland
Otto Olsson: 1. Bland sångarbröder (A. Karlfeldt), 2. Septemberafton. (D. Fallström), 3. Visa (trestämmig. — And. P. Qvist); 4. Drömmar (A. Karlfeldt; — tillegn. sångarskrået »Slumpetassarne».)

### Häfte XX (1906 års kvartetthäfte)
Upplaga 2400 exemplar
Tredje priset: Ruben Liljefors: I natten (V. Rydberg)
Felix Körling: En liten låt om våren (G. Fröding)
Utom pristävlan har styrelsen förvärvat följande sånger:
Frith. Hertzman: Serenad (E. v. Quanten);
G. Norén: 1. En nyårslåt (G. Fröding), 2. Sverige (Har. Jacobson);
Otto Olsson: 1. Bundna toner (E. N. Söderberg), 2. Goternas sång (VT. Rydberg), 3. Storm och lugn (Frans Hedberg);
Ivar Widéen: Serenad (E.A. Karlfeldt)

## Häfte XXI–XXXX (1907–1927)

### Häfte XXI (1907—1908) Jubileumshäfte
Upplaga 2500 exemplar
Andra priset: Otto Olsson: Höstkväll (1908. Victor Rydberg)
Tredje priset: Hugo Alfvén: (1908) 1. Vårens vandring (D. Fallström), 2 Marsch (»För Gud och sanning...»,ord af E. G. Geijer)
L. E. Hafgren: Vaknen (1907. Ord af Z. Topelius).
C.W. Rendahl: Aftonstämning (1908. ord af D. Fallström)
Inköpta på prisnämndens förslag:
Herm. Berens: Blomman bland blommor (1908. Ord af G. v. Quanten);
Harald Colleen: Säf, säf, susa (1908. Ord af G. Fröding);
Felix Körling: 1. Vår by (1907. Ord af Janrik Bromé), 2. Den svenske Celadons klagovisa öfver de svarta Mohrianer i Afrika 1908. (Ord af G. Fröding);
Ivar Widéen: God natt (1908. Ord af Siri Sprinchorn)
Utom pristävlan har styrelsen förvärvat följande sånger:
Aug. Körling: Motett (Till Lunds studentsångförening);
Har. Strömfeldt: 1. Seglats, 2. Skön jungfru
Oskar Torsell: 1. I maj, 2. »Jord och himmel jag» (folkvisa, arr.)
Erik Åkerberg: Hindumelodi (Th. Lind.)

### Häfte XXII (1909 års kvartetthäfte)
Upplaga 2200 exemplar
Inköpta på prisnämndens förslag:
Hugo Alfvén: Afton (Daniel Fallström)
Felix Körling: Berceuse (Bengt E. Nyström)
Utom pristävlan har styrelsen förvärvat följande sånger:
Alfred Berg: 1. Selinda och Leander (E.A. Karlfeldt) 2. Soldatsång (Verner von Heidenstam)
O.F. Hagman: Menuett (A.G Silverstolpe, tillegnad Samfundet S. H. T.)
Sven Körling: De Svenske (K.G. Ossian-Nilsson)
Ivar Widéen: Sverige (Verner von Heidenstam)
Erik Åkerberg: I Morgonväkten (G. Granfelt)

### Häfte XXIII (1910 års kvartetthäfte)
Upplaga 2200 exemplar
Tredje pris: Hildor Lundvik: 1. Vägens vindar (Bengt E. Nyström, till Gäfle Sångarförbund), 2. Sorg (Vilhelm Ekelund)
Inköpta på prisnämndens förslag:
Henrik Heimer: Vårlåt (E.A. Karlfeldt)
Felix Körling: 1. I vårstormars tid (Daniel Fallström, till vännen Olle Lidner) 2. Kungen i Yvetot (P-J de Béranger, öfvers. af G. Hjerts, till E. Carelius)
L.A. Lundh: Fråga och svar (Zacharias Topelius)
Hildor Lundvik: Öfver dina händer lutad (Anders Österling)
A.M. Myrberg: Tuna ting
Utom pristävlan har styrelsen förvärvat följande sånger:
Alfred Berg: Vaggen, vaggen, stilla vågor (Sigurd Agrell: Den dolda örtagården)
Felix Körling: Det skymmer (Till Lunds Studentsångförening och dess anförare Alfred Berg)

### Häfte XXIV (1911 års kvartetthäfte)
Upplaga 2200 exemplar
Inköpta på prisnämndens förslag:
Otto Olsson: Tomten (Viktor Rydberg)
Anders Rasmuson: Maj (Oskar Levertin)
Sara Wennerberg-Reuter: Sälle äro de som sofva (Psalm 491)
Utom pristävlan har styrelsen förvärvat följande sånger:
Alfred Berg: Herrgårdstösa i äppelapla (Gustaf Fröding)
Sven Körling: 1. Beati (Lännart Ribbing) 2. Nu faller natt (Lännart Ribbing)
Hildor Lundvik: Värdshusflugan (A. Wåhlin) 2. Visa (Bengt E. Nyström)
Otto Olsson: Jungrun i det gröna (B.E. Malmström)
Erik Åkerberg: Lysen, stjärnor (T. Moore, öfversättning K.A. Melin)
John Örtengren: Hemlängtan (Tillegnad Svensk-Amerikanska elitkören af 1910,)

### Häfte XXV(1912 års kvartetthäfte)
Upplaga 2200 exemplar
Inköpta på prisnämndens förslag:
A.M Myrberg: Den gamle Kungen
Oskar Lindberg: Och inte vill jag sörja (Folkvisa)
Utom pristävlan har styrelsen förvärvat följande sånger:
Alfred Berg: 1. En visa i Juli (Daniel Fallström) 2. Begrafnings-motett (In memoriam Lorentz Beijer)
C.J. Björkander: Under rönn och syrén (Gåfva till Sällskapet av tonsättaren text Zacharias Topelius)
Werter Carlsson: Långdans (Maja X)
Fr. Osk. Helander: Serenad
Sven Körling: Fäderna (Till Västergötlands sångarförbund, K.G Ossian-Nilsson)
Hildor Lundvik: Vaggsång (J.O. Wallin)
Oskar Mellander: 1. Fridolins dårskap (Till Professor Fredrik Wulff text, E.A. Karlfeldt) 2. En spel- och dansvisa (Till Professor Fredrik Wulff, text Jacob Tegengren)
Sara Wennerberg-Reuter: Apelgården (Till Fröken Märta Lindqvist, folkvisa)

### Häfte XXVI (1913 års kvartetthäfte)
Upplaga 2200 exemplar
Inköpta på prisnämndens förslag:
Gustaf Norén: Titania (G. Fröding)
Harald Colleen: Hafvet (Till Oscar Sandberg, text Bengt E. Nyström)
Utom pristävlan har styrelsen förvärvat följande sånger:
Felix Körling: Det dagas (Till Lunds Studentsångförening och dess anförare kapellmästaren Alfred Berg)
Sven Körling: Vårens dag (Till Sångsällskapet "T.S." i Göteborg, text K.G. Ossian-Nilsson)
Oskar Mellander: 1. Färdevisa (Alfhild Silfverstolpe) 2. Kärleken i Tröstlösa (Jeremias i Tröstlösa)
C.G. Nyblom: Ett minne (Helena Nyblom)
Otto Olsson: Svenska sången (Till Stockholms studentsångförbund, text av professor C.G. Santesson)
Erik Åkerberg: 1. Si jänta ho vardt mitt (Till Bellmanskören, text Mfbg) 2. Stillhet (Till Bellmanskören, text Bengt E. Nyström)

### Häfte XXVII (1914 års kvartetthäfte)
Upplaga 2200 exemplar
Tredje pris: Gustaf Malm: Villemo (August Strindberg; 2. Sommarblund (Ola Hansson); 2.
Inköpta på prisnämndens förslag:
Birger Anrep-Nordin: En visa om döden (Till Hedvik Kolmodin)
Oskar Lindberg: Böljebyvals (E.A. Karlfeldt)
Utom pristävlan har styrelsen förvärvat följande sånger:
Hugo Bedinger: 1. Västmanlandsvisa (Till Arosbröderna, text Alice Löthner) 2. Saga på kämpens hög (Z. Topelius)
Oskar Lindberg: Heldagsafton (Johan Skog)
Hildor Lundvik: Mot alla stjärnor spana (Vilhelm Ekelund)
Sara Wennerberg-Reuter: En vaggviselåt (Oscar Stjerne)
David Wikander: Jag går i blåa höjder (Karl Erik Forslund)
Erik Åkerberg: Berceuse (Bengt E. Nyström)

### Häfte XXVIII (1915 års kvartetthäfte)
Upplaga 2200 exemplar
Tredje pris: Fr. Oskar Helander. Malmens ton
Ivar Widéen: En aftonpsalm ur "Drömd idyll" (Oscar Levertin)
Sara Wennerberg-Reuter: Vallarelåt (Gustaf Fröding)
Inköpta på prisnämndens förslag:
Ragnar Althén: "Det rinner en bäck under liden" (Till vännen Joseph Hislop)
Utom pristävlan har styrelsen förvärvat följande sånger:
Hugo Bedinger: 1. Längtan (Axel Hallonlöf) 2. Blick vid graven (J.O. Wallin)
Felix Körling: 1. Sångarhälsning 2. Vildfågel (Till Hallands Sångarförbund, text Olof Bruno)
Aug. L. Lundh: En sommardag (Anna Maria Roos ur Tidningen "Aftonbladet" d 24.6. 1913)
Hildor Lundvik: Vind i rågen (Bengt E. Nyström)
Alice Tegnér: I solglanning (Ur "Ryttarns Matts" historisk dikt av Paul Nilsson)
Ivar Widéen: Vårvisa (C.F. Dahlgren)

### Häfte XXIX (1916 års kvartetthäfte)
Upplaga 2000 exemplar
Tredje pris: Gustaf Malm: Stjärngossar (E.A. Karlfeldt)
Inköpta på prisnämndens förslag:
Julius Wibergh: Klappande hjärtan (Otto Julius Bierbaum)
Utom pristävlan har styrelsen förvärvat följande sånger:
Harald Colleen: Kung liljekonvalj af Dungen (Sällskapet "O.D." tillägnad, text Gustaf Fröding)
Ove Gedda: Ikväll i skogen (O. Levertin)
James Gerlach: Månskäran lyser (Bertel Gripenberg)
Andreas Hallén: Julisol (Vid Mälaren, dikt av M. Krook)
Felix Körling: Det red en jungfru (Till Kristianstads läns Sångarförbund, text V. von Heidenstam) 2. Oho (Gustaf Fröding)
Ruben Liljefors: Visa (A.T. Gellerstedt)
Hildor Lundvik: Margit (Bengt E. Nyström)
Magnus af Malmborg: Jäntblig (Gustaf Fröding)
Ivar Widéen: I Warnhems gamla klosterkyrka (Aftonstämning) Till Birger Anrep-Nordin

### Häfte XXX (1917 års kvartetthäfte)
Upplaga 2200 exemplar
Belönta med tredje priset: Birger Anrep-Nordin: Biskop Tomas' frihetssång
David Wikander: 1. Dofta, dofta vit syrén (Emil Kléen) 2. Jag drömde (Frida Landsort)
Inköpta på prisnämndens förslag:
Axel Hambræus: O, huru stilla
Martin Johansson: Valborgsmässoafton (P.T. Hansell)
Herman Åkerberg: Kom, lugna skymning, kom
Utom pristävlan har styrelsen förvärvat följande sånger:
Andréas Hallén: 1. I gladt lag 2. Tonerna
Gottfrid Kallstenius: Fest (Martin Granér) Till samfundet S.H.T.
Felix Körling: Vid stranden
Ruben Liljefors: Serenad (Johan Nybom)

### Häfte XXXI (1918 års kvartetthäfte)
Upplaga 2200 exemplar
Tredje pris: Gustaf Malm: I lönnens skymning (V. v. Heidenstam)
Inköpta på prisnämndens förslag:
Oskar Lindberg: Nu drar över stilla vatten (Johan Skog)
David Wikander: Aftonstämning (Daniel Fallström)
Utom pristävlan har styrelsen förvärvat följande sånger:
Andreas Hallén: Korsfararsång (Z. Topelius)
Felix Körling: Sol över Sverige (Osvald Sirén)
Sven Körling: Vore jag ett litet barn (Verner von Heidenstam)
Oskar Mellander: 1. Det susar så dunkla sagor. (J. Reuter) 2. Skymningsvisa (Emil Kléen)
Gustaf Norén: Aftonsol (Karl Boberg) Till Hugo Lindqvist
Adolf Wiklund: Kväll (Måtte Schmidt)

### Häfte XXXII (1919 års kvartetthäfte)
Upplaga 2500 exemplar
Belönt med andra priset: Birger Anrep-Nordin: Kommer aldrig solen? (Verner von Heidenstam) Till min hustru
Belönta med tredje priset: Herman Åkerberg: I Lissabon där dansa de (Erik Axel Karlfeldt)
Hildor Lundvik: Vårnatten (Bengt E. Nyström)
Inköpta på prisnämndens förslag:
Anders Rasmuson: Vintersyrener (Oscar Levertin) Till Alfred Berg och Lunds studentsångförening
Helena Munktell: I månsken
Utom pristävlan har styrelsen förvärvat följande sånger:
Andreas Hallén: 1. Om våren (Annie Åkerhielm) 2. Svensk folkvisa (K.E. F-d)
Felix Körling: Sveriges flagga (K.G. Ossiannilsson)
Hildor Lundvik: I skymningen (Bengt E. Nyström)
Carl O. Segerberg: Din sorg är din (Viktor Rydberg)

### Häfte XXXIII (1920 års kvartetthäfte)
Upplaga 2500 exemplar
Inköpta på prisnämndens förslag:
David Wikander: Kung liljekonvalje (Gustaf Fröding)
Utom pristävlan har styrelsen förvärvat följande sånger:
Gustaf Nordquist (Dessa båda kvartetter äro Nordquists sista kompositioner) 1. Giljarefärd (A. Klinkowström) 2. Cyklistsång (A. Klinkowström)
Hildor Lundvik: Stillhet (Bengt E. Nyström)
David Wikander: serenad (Bo Bergman)
Herman Åkerberg: Cavalleria (Erik Axel Karlfeldt)
Fredrik Hjort: Ungersvennens visa
Ivar Widner: Sångarhälsning (Hugo Lindgren)

### Häfte XXXIV (1921 års kvartetthäfte)
Upplaga 2800 exemplar
Inköpt på prisnämndens förslag:
E.H. Hellberg: Tindrande fagra stjärna (Daniel Fallström)
Utom pristävlan har styrelsen förvärvat följande sånger:
J. Jader: Vårstorm (Axel Ahlman)
Hildor Lundvik: En vårvisa (E.Kléen)
Magnus af Malmborg: Beväringa (Gustaf Fröding)
John Morén: Jordens oro viker (J.O. Wallin)
Står C.G. Nyblom men kompositören är Ove Gedda: Kväll i skogen (O. levertin)
J.A. Ros: Lindelöv (Bernhard Risberg)
Oscar Sandberg: Sången
Sara Wennerberg-Reuter: Högsommarvisa (Elisabet Rudin)
David Wikander: Ur "Drömd idyll" (O. Leverdui)
Erik Åkerberg: 1. Skattsökaren sjunger (Jakob Tegengren) 2. Till Valborgsmässoafton (M. Landahl)

### Häfte XXXV (1922 års kvartetthäfte)
Upplaga 2800 exemplar
Inköpt på prisnämndens förslag:
Gustaf Norén: Högsommarvisa
Gösta Nyström: Prinsessan satt högt i sin jungfrubur (Björnstjerne Björnson)
Albert Runbäck: Såningsmän (Gunnar Flensburg)
Utom pristävlan har styrelsen förvärvat följande sånger:
W. Peterson-Berger: Jutta kommer till folkkungarna (V. von Heidenstam)
Algot Haquinius: Hälsning (Bertel Gripenberg)
Oskar Lindberg: Prinsessan Törnros (Johan Skog)
Otto Olsson: 1. Celadons klagovisa (Gustaf Fröding) 2. Stilla, mitt hjärta (B.E. Malmström)
Erik åkerberg: Serenad (Alströmer)

### Häfte XXXVI (1923 års kvartetthäfte)
Upplaga 2800 exemplar
Inköpta på prisnämndens förslag
Karl Lidén: Lillebarn (Bo Bergman) Till vännen Hugo Hammarberg
Karl Wohlfahrt: 1. Gryning vid havet (Sten Selander) 2. Min kära är fin som en liten prinsessa (Sten Selander)
Utom pristävlan har styrelsen förvärvat följande sånger:
Harald Colleen: Nu tystne de klagande ljuden (Sv. Ps 492. Prudentius)
Felix Körling: Min sorg är en smed, Till Stockholms Studentsångarförbund
Hildor Lundvik: 1. En visa (Emil Kléen) 2. Nocturne (Emil Kléen)
Otto Olsson: Cortége nocturne (Bertel Grepenberg) Till Ivar Widéen
Ivar Widéen: 1. Hälsad vare din bölja blå ("Till Sommen", Lydia Stille) Till Tranås Hembygdskör 2. Till tonerna (Lydia Stille)
Detta år (1923) utgavs även ett samlingshäfte med 51 kvartetter från de senaste årens "Sånger för Mansröster". Häftet hette; Svenska kvartettsånger. Urval ur "Sånger för mansröster" utgivna av Sällskapet för Svenska Kvartettsångens Befrämjande, Elkan & Schildknecht, Emil Carelius Kungl. Hov-musikhandel.

### Häfte XXXVII (1924 års kvartetthäfte)
Upplaga 2500 exemplar
Tredje pris: Oskar Mellander: Havets stjärna (Vilhelm Ekelund)
Inköpta på prisnämndens förslag:
Yngve Plym Forshell: Sov (Till Lunds Studentsångförening, text Olof Thunman)
Karl Wohlfart: Ballad (Gustaf Ullman)
Utom pristävlan har styrelsen förvärvat följande sånger:
Felix Körling: Våren kommer (Till vännen Emil Carelius)
Hildor Lundvik:1. Hade jag inte dig (Wilhelm) 2. Jungfru Margits vårvisa (Emil Kléen)
Oscar Sandberg: Junistämning (Till Norrlands sångareförbund, text Guido Valentin)
Ivar Widéen: 1. Aftonröster (Till manskören "S.V." Skövde, text Carl XV) 2. I natten (Till Stockholms Studentsångarförbund, text V. Rydberg)
Ivar Widner: Väntan (Till vännen Axel Andersson, text Ida Granquist)

### Häfte XXXVIII (1925 års kvartetthäfte)
Upplaga 2400 exemplar
Tredje priset: Oskar Mellander: Slumrande toner (Alexander Slotte)
Nils Gustaf Zettergren: Nu sjunker sol
Inköpta på prisnämndens förslag:
Herman Åkerberg: 1. Serenad,(Viktor Modin) 2. Vinterhälsning (Erik Axel Karlfeldt)
Utom pristävlan har styrelsen förvärvat följande sånger:
Gustaf Norén: I Solnedgången (Gustaf Fröding)
Otto Olsson: Svensk bön (Fredrik Nycander)
Ivar Widner: Aftonstämning (Daniel Fallström)
Ivar Widner: Min Stamfar hade en stor pokal (Verner von Heidenstam)
Erik Åkerberg: 1. Soldag i skogen (M. Landahl) 2. Vi komma från skogar och dalar (E.W.Lindblad)

### Häfte XXXIX (1926 års kvartetthäfte)
Upplaga 2400 exemplar
Tredje pris: John Hult: Riddaren hade en hjärtans kär
Inköpta på prisnämndens förslag:
Birger Anrep-Nordin: Ny Nord
Gaston Borch: Bröllopslåt (Vilhelm Hagqvist)
Karl Wohlfart:Stadens löjtnant (Gustaf Fröding)
Utom pristävlan har styrelsen förvärvat följande sånger:
Hildor Lundvik: Nu går jag tyst och drömmer (Till Stockholms Allmänna Sångförening, text Bengt E. Nyström)
Oscar Sandberg: I solnedgången (Till sällskapet Par Bricole, text Gustaf Fröding)
Ivar Widner: I Skymningen (Kerstin Hed)
Erik Åkerberg: En färd i natten (Till Handelsstandens Sangforening i Oslo, text Toivo)

### Häfte XXXX(1927 års kvartetthäfte)
Upplaga 2200 exemplar
Inköpta på prisnämndens förslag:
Josef Hedar: En melodi (K.G Ossian-Nilsson)
John Hult: Skogen sover (Ernest Thiel)
Nils Malmberg: Titania (Gustaf Fröding)
Hjalmar Olsson: I Natten (Viktor Rydberg)
Sara Wennerberg-Reuter: Lyss till granen vid din moders hydda (Finskt ordspråk, Viktor Rydberg)
Yngve Ågren: Bohusvisa (Fredrik Nycander)
Herman Åkerberg: 1. Adrian Brushane (Erik Axel Karlfeldt) 2. Minnessång (Erik Axel Karlfeldt)
Utom pristävlan har styrelsen förvärvat följande sånger:
Jakob Nyvall: Flaggan opp (Oskar II)

## Häfte XXXXI–LX (1928–1947)

### Häfte XXXXI (1928 års kvartetthäfte)
Upplaga 2200 exemplar
Inköpta på prisnämndens förslag:
C.G Carlberg: Det skönaste landet (B.Gripenberg)
John Hult: Mardi-Gras (Oskar Levertin)
Anton Lundin: Kvällen på havet (Z. Topelius)
Enock Nilson: En visa
Utom pristävlan har styrelsen förvärvat följande sånger:
Olof Kjellberg: 1. Gammal sorg (Anders Österling) 2. Lärkan (Anders Österling)
Johnny Schönning: Den sista stjärnan
Sara Wennerberg-Reuter: Jungman Jansson (Dan Andersson) Tillägnad Stockholms studentsångarförbund
Edwin Witt: Lars i Kuja (Gustaf Fröding)

### Häfte XXXXII (1929 års kvartetthäfte)
Upplaga 2500 exemplar
Inköpta på prisnämndens förslag:
Hildor Lundvik: Manhem (E.G. Geijer)
Jacob Nyvall: Sång till Sverige (A. Thomander)
Hilding Persson: Nu sjunger kvällens vind om hösten (Gunnar Hede)
Yngve Plym Forshell: I skymningen (Till Fader Berg, text Olof Thunman)
Utom pristävlan har styrelsen förvärvat följande sånger:
Bror Beckman: Rosenknoppen (B.S. Ingmann)
Oskar Lindberg: 1. Man borde inte sova 2. När tranor drager över heden (J. Tegengren)
Sara Wennerberg-Reuter: Vagabundus (Till Sångsällskapet D.S. text Hugo Reuter)
Ivar Widéen: Mellan broarna (Bo Bergman) 2. Stjärna, tindrande och klar (Efter Schelley)

### Häfte XXXXIII (1930 års kvartetthäfte)
Upplaga 2300 exemplar
Inköpta på prisnämndens förslag:
Sune Waldimir Engström: Sommaridyll (Till Mercuriordens sångkör, text Sixten Neander)
Gösta Hådell: Generationer (Ernst Josephson)
Torsten Rantzén: En spelmans jordafärd (Dan Andersson)
Utom pristävlan har styrelsen förvärvat följande sånger:
Bernhard Lilja: Impromptu (Gabriel Jönsson)2. Ormvisa (Tillägnad Stockholms Studentsångarförbund, text E.A. Karlfeldt)
Oskar Lindberg: Hjärtstilla (E.A. Karlfeldt)
Johnny Schönning: Melodi (Bo Bergman)
Sara Wennerberg-Reuter: Svenskgraven vid Pultava (Hugo Reuter)
Erik Åkerberg (arr): Av hjärtat jag dig älskar. Till Sångsällskapet "D.S" De Svenske, folkvisa från Jämtland upptecknad av K Bohlin för manskvartett med barytonsolo)

### Häfte XXXXIV (1931 års kvartetthäfte)
Upplaga 2200 exemplar
Inköpta på prisnämndens förslag:
Anders Hedström: Sång efter skördeanden (Erik Axel Karlfeldt)
Olle Kjellberg: En vaggvisa (Till Bror Arrhenius, Lisa Eurén-Berner)
Oskar Mellander: Till smärtan (Dan Andersson)
Sven-Åke Welin: Solregn (Aug. Hallner)
Utom pristävlan har styrelsen förvärvat följande sånger:
Algot Haquinus: 1. Nordanland (Sten Selander) 2. Sub luna (E.A. Karlfeldt)
Josef Hedar: Klockbojen (Till Sångsällskapet "Orpehi Drängar", text K. Asplund)
Gösta Hådell: I Solnedgången (Gustaf Fröding)
Nils Malmberg: Det är så tyst i skogen (A.T Gellerstedt)

### Häfte XXXXV (1932 års kvartetthäfte)
Upplaga 2200 exemplar
Tredje pris: Ernst Bolin: Höstskymning (Bo Bergman)
Inköpta på prisnämndens förslag:
Yngve Bihl: Långt borta i världen (Erik Axel Karlfeldt)
Daniel Jeisler: Jätten (Es. Tegnér)
Torsten Rantzén: Sida vid sida falla de (Anita Halldén)
Karl Wohlfart: Sådant är livet. (G. Fröding)
Utom pristävlan har styrelsen förvärvat följande sånger:
Ernst Ellberg: 1. Jäntblig (G. Fröding) 2. Serenad (Sv. Lundwall)
Algot Haquinius: Serenad (Till Mercurii-Ordens sångkör, text Bo Bergman)
Ivar Widner: Det gäller (Ida Granqvist)
Sara Wennerberg-Reuter: Bohuslän (Hugo Reuter)

### Häfte XXXXVI (1933 års kvartetthäfte)
Upplaga 2200 exemplar
Tredje pris: Dag Wirén: På värdshuset kopparflöjeln (Erik Axel Karlfeldt)
Inköpta på prisnämndens förslag:
Yngve Bihl: Sipporna (K.G. Ossiannilsson)
Titus Hultstrand: En död (Nils Ferlin ur "En döddansares visor")
Lars Erik Larsson: Flugsurr (K.A. Tavaststjerna)
Hildor Lundvik: 1. När löven falla (Till Stockholms Studentsångarförbund, text Kerstin Hed) 2. Sista strålen (Till Bellmanskören, text Tor Hedberg)
John Morén: Lov (Ur Bibeln Ps. 117)
Ivar Widner: Sångens land (Ture Rangström)
Utom pristävlan har styrelsen förvärvat:
Gösta Hådell: Den enda vårnatten (Ragnar Wirsén)

### Häfte XXXXVII (1934 års kvartetthäfte)
Upplaga 2000 exemplar
Inköpta på prisnämndens förslag:
Yngve Bihl: O hårda vindar (Arvid Mörne)
John Fernström: Sångerna (C. Schill)
Lill Erik Hafgren: 1. Vid vakten (Sjömansvals, text Gabriel Jönsson) 2. I skogen (Gustaf Fröding)
Einar Olauson: Hymn till Skåne (Gustav Blomgren)
Folke Sandberg: Dofta, dofta vit syren (Emil Kléen)
Dag Wirén: Arbetare (Bo Bergman)
Utom pristävlan har styrelsen förvärvat:
Bernhard Lilja: Viole d'amour (Bo Bergman)
Tobias Wilhelmi: Nyårslåt (Till Lilli och Einar Berg, text Gustaf Fröding)

### Häfte XXXXVIII (1935 års kvartetthäfte)
Upplaga 2000 exemplar
Tredje pris: John Gustafson: Sångarmakt (Kerstin Hed)
Inköpta på prisnämndens förslag:
Erik Leidzén: Löskekarlarnas sång (E.A. Karlfeldt)
Ivar Widner: 1. Natt (Richard Vallner) 2. Vid ässjorna (Bo Bergman)
Utom pristävlan har styrelsen förvärvat
Gösta Hådell: Vildblomma (Ernst Josephson)
Oskar Lindberg: Oktobervisa (Theodor Storm)
Nils G. Svanfeldt (arr): Serenad (Handskrift i Växjö stiftsbibliotek 1600-talet)
Ivar Widner: Liten visa (Richard Vallner)
David Wikander: Frihet är det bästa ting (Biskop Thomas)

### Häfte XXXXIX (1936 års kvartetthäfte)
Upplaga 2000 exemplar
Tredje pris: Gösta Hådell: Sommarvind (K. Hed)
Inköpta på prisnämndens förslag:
Hildor Lundvik: Sommarnatt (Karin Lannby)
Folke Sandberg: Bön vid lågorna (Verner von Heidenstam)
Sara Wennerberg-Reuter: Ur julpraktikan (Karl Erik Forslund)
Utom pristävlan har styrelsen förvärvat:
J.F. Hagfors: Allt under de tindrande stjärnor
Torsten Hägg: Visa (Agne Hamrin)
Tage Norlén: Höstvisa (Olof Thunman)
Ivar Widner: Med sång emot havet (Ernst Beckman)

### Häfte XXXXX (1937 års kvartetthäfte)
Upplaga 2000 exemplar
Inköpta på prisnämndens förslag:
Elwing Björklund: Lindelöv susa (Verner von Heidenstam)
Torsten Hägg: Till sången (Tillägnad Manskören Orpheus, Jönköping vid dess 50-årsjubileum 4.4 1937, text G. Lindahl)
Hildor Lundvik: Marsvår (Vill. Eklund)
Einar Ralf: Fuga
Henrik Sundblad: 1. Stig min sång (J. Tegengren) 2. Till de starka (Min broder Gunnar tillägnad, text Edith Södergran)
Bertil Wallin: Du och jag (Till Gunvor, text Elin Nordin)
Utom pristävlan har styrelsen förvärvat
Ture Rangström: Stockholmsvår (Till Emil Carelius, text Daniel Fallström)

### Häfte LI (1938 års kvartetthäfte)
Upplaga 1500 exemplar
Belönt med tredje pris: Henry Weman: Botpsalm (Sv.Ps.254: 1-9)
Inköpta på prisnämndens förslag:
Åke Kullnes: 1. Svarta svanor (C. Snoilsky) 2. Sälg i sol (J. Hemmer)
Utom pristävlan har styrelsen förvärvat:
Birger Anrep-Nordin: Ljusstöperskan (E. A. Karlfeldt)
Erland von Koch: Blåklint (Sara Bohlin)
Oscar Lindberg: Sveriges frihet (J.A. Eklund)
Gustaf Nordqvist: Löftets sång (Anders Österling)
Ivar Widner: Fosterlandet (Axel Lundegård)

### Häfte LII (1939 års kvartetthäfte)
Upplaga 1500 exemplar
Inköpta på prisnämndens förslag:
Gustaf Paulson: 1 Pålsjö skog (Karl Ragnar Gierow) 2. Sommargäst (Karl Ragnar Gierow)
Heimer Sjöblom: Barn som jag smekt med händer (Pär Lagerkvist)
Henrik Sundblad: Vårmorgon (E.V. Knape)
Ivar Widner: Juninatt (Bertel Gripenberg)
Utom pristävlan har styrelsen förvärvat:
Páll Isólfsson: Lysen I Fyrar (Brenniđ biđ, vitar)
Gustaf Nordqvist: Sjung dina visor, skymning (Adolf Nordgren)

### Häfte LIII (1940 års kvartetthäfte)
Upplaga 1500 exemplar
Inköpta på prisnämndens förslag:
Erik Alvin: Vänd om, du vilsna själ (Paul Nilsson)
Oskar Mellander: 1. Maning (Carl Spitzweg - Gösta Montelius) 2. Vandrarens nattsång (W. von Goethe - Bo Bergman)
Heimer Sjöblom: Här är vårt land (Axel Fredenholm)
Suska Smoliansky: 1. Folkvisa (Till Bertil Nilsson, text Bertil Nilsson) 2. Längtan (Till Svenska Sångarförbundet i Amerika, text Mary Smoliansky)
Utom pristävlan har styrelsen förvärvat:
Hugo Alfvén: Och inte vill jag sörja (Folkvisa från Dalarna)

### Häfte LIV (1941 års kvartetthäfte)
Upplaga 1300 exemplar
Birger Anrep-Nordin: Nenie 1.Livet 2. Döden 3. Elysium (Josef Liljeblad)
Elias Beckman: Regn och solsken
Harald Göransson: Lucia (Elsa Carlsson)
Gustaf Paulson: Spirean blommar (Emil Hagström)
Heimer Sjöblom: Spel-Johan (Märta av Sillén)
Ivar Widner: Hyllningssång

### Häfte LVI (1942 års kvartetthäfte)
Upplaga 1300 exemplar
Inköpta på prisnämndens förslag:
Torsten Hägg: 1. Fru sommar (A. Liungman) 2. Vaggvisa (G. Dahllöf)
Karl Lidén: 1 Ormvisa (E. A. Karlfeldt) 2. Vaggen, vaggen stilla vågor (Sigurd Agrell)
Oskar Melander: Det strålar stillhet (Maximilian Danthendy - Ernst Newman)
Utom pristävlan har styrelsen förvärvat:
David Wikander: Nattväktaren (Bo Bergman)

### Häfte LVI (1943 års kvartetthäfte)
Upplaga 1300 exemplar
Inköpta på prisnämndens förslag:
Eric Danell: Tysta melodier (Anders Österling)
Torsten Hägg: Dä va sang (Oscar Stjerne)
Gösta Lundborg: Impromptu (Gabriel Jönsson) Till min sångarbroder Algot Ljung
Heimer Sjöblom: Vaggvisa (Richard Wallner)
Utom pristävlan har styrelsen förvärvat
Oskar Lindberg: Bergslagen (Johan-Olof Johansson) Till K.F.U.M-kören och Martin Lidstam
Einar Ralf: Sjörövarsång (Nils G. Wohlin)
Ivar Widéen: O du, som var min hjärtans kär

### Häfte LVII (1944 års kvartetthäfte)
Upplaga 1300 exemplar
Med 3:dje pris belönad: Torsten Hägg: Det vackra landet (Tillägnas Martin Lidstam och K.F.U.M. - kören, text Bertel Gripenberg)
Inköpta på prisnämndens förslag:
John Fernström: Dolce far niente (John Fernström)
Ingemar Gabrielsson: Dock vill jag helst ej klaga (Pär Lagerkvist)
Torsten Hägg: Det susar så dunkla sagor (Jonatan Reuter)
Orvar Lauré: Visa (Erik Lindegren)
Ivar Reimers: Det svenska landet (Anders Österling)
Heimer Sjöblom: Vårkvällsstjärnor (Svea Edenholm)
Utom pristävlan har styrelsen förvärvat:
Karl Lidén (arr): 1. Frågor och svar 2. Uppbrottstimman slår

### Häfte LVIII (1945 års kvartetthäfte)
Upplaga 1200 exemplar
Inköpta på prisnämndens förslag:
Erik Alvin: Pastoral (Gunnar Helander)
Thorsten Björklund: Herr Ture Tre rosor (K.G. Ossiannilsson)
Gösta Hådell: Lisbeth (Ture Nerman)
Gösta Lundborg: 1. Djäknestad (Till Västmanlands-Dala nation, text Gunnar Mascoll Silfverstolpe) 2. Landet (Egon Lundell)
Erik Magnusson: Vaggvisa (Erik Magnusson)
Ivar Reimers: Stilla Hjärta (Jeppe Aakjær)

### Häfte LIX (1946 års kvartetthäfte)
Upplaga 1200 exemplar
Inköpta på prisnämndens förslag:
Jalmar Alvinder: Sångerna (C.Chill)
Gösta Lundborg: Den gamla sägnen (Jarl Hemmer)
Erik Magnusson: 1. Bön om ro 2. I månans silversken
Ivar Reimers: Milorna flämta (Nils Ferlin)
Harald Uhrbom: Vårvisa (Till min bror Erik, text Nils Thorén)
N.G. Zettergren: Hosianna
Utom pristävlan har styrelsen förvärvat:
Arne Malmström: Jakthorn (Bertel Gripenberg)

### Häfte LX (1947 års kvartetthäfte)
Upplaga 1200 exemplar
Inköpta på prisnämndens förslag:
John Fernström: Ödets män (Elof Åkesson)
Gösta Lundborg: 1. Det kom ett brev (Pär Lagerkvist) Till min mor 2. Vindsådd (Elisabeth Brehmer) Till Margareta och Per Erik
Erik Magnusson: Nocturne (Edith Södergran) 2. Regnets sång (K.G. Ossiannilsson)
Ivar Reimers: Vaggvisa (W. Peterson-Berger)
Heimer Sjöblom: Vårt Fosterland (Filip Lundström)
Utom pristävlan har styrelsen förvärvat
David Wikander: Vårlåt (Erik Axel Karlfeldt)

## Häfte LXI–LXXI (1948–1964)

### Häfte LXI (1948 års kvartetthäfte)
Upplaga 1100 exemplar
Inköpta på prisnämndens förslag:
Erik Alvin: Välkommen sommar (Sam Perman)
E. Danell: Spela, spela giga (Sigurd Dahllöf)
Ivar Reimers: Vaggvisa (Bengt E. Nyström)
Herman Åkerberg: 1. Julvisa i Finnmarken (Att sjungas vid bordet till mörkt öl, text Dan Andersson) 2. Spelmannen (Dan Andersson)
Utom pristävlan har styrelsen förvärvat
Lill-Erik Hafgren: Till Studentsången (Dikt av Nils Herlitz. Tillägnad Stockholms Studentsångarförbund av författaren och kompositören.)

### Häfte LXII (1949 års kvartetthäfte)
Upplaga 1100 exemplar
Belönad med tredje pris i 1947 års pristävlan: Harald Colleen: Roslagen (Anton Blanck)
Inköpta på prisnämndens förslag:
Sven Blohm: Snöflingor (Görel Cederschiöld-Breitholtz)
Karl Lidén: En vårmorgon (E. Sehlstedt)
Erik Magnusson: Kvällsvind spelade (Mikael Lybeck)
Ivar Reimers: Vaggvisa (B.E. Nyström)
Utom pristävlan har styrelsen förvärvat:
Ivar Widner: Vår svenska sång (Signe Strömborg)

### Häfte LXIII (1950 års kvartetthäfte)
Upplaga 1000 exemplar
Inköpta på prisnämndens förslag:
Erik Magnusson: Efter dagsverket (Oskar Larsson)
Bengt Franzén: Mulet vädet (Gottfried Keller)
E. A. Stenius: Stäppskiss (Gunnar Ekelöf)
Ture Gudmundsson: De tysta sångerna (E.A Karlfeldt)
Lille Bror Söderlundh: Av dig (Erik Asklund)
Gösta Lundborg: Månen (Birger Sjöberg)

### Häfte LXIV (1951 års kvartetthäfte)
Upplaga 1000 exemplar
Inköpta på prisnämndens förslag:
Harald Uhrbom: Högt över stjärnor
Erik Magnusson: 1. Du natt (Elmer Diktonius) 2. Paradisets timma (Verner von Heidenstam)
Ivar Widner: Vågorna (Karl Lindberg)
Per Lundkvist: Ett gammalt bergtroll (Gustaf Fröding)
Utom pristävlan har styrelsen förvärvat:
Ture Gudmundsson: Ett hjärta (E.A. Karlfeldt)

### Häfte LXV (1952 års kvartetthäfte)
Upplaga 1000 exemplar
Inköpta på prisnämndens förslag:
Per Lundkvist: Sång efter skördeanden (E.A. Karlfeldt)
Rune Wahlberg: Klockbojen (Mikael Lybeck)
Yngve Ågren: Bohuslänningarna (Fredrik Nycander)
Rune Wahlberg: Brudföljet på landsvägen (Arvid Mörne)

### Häfte LXVI (1953 års kvartetthäfte)
Upplaga (ej angiven)
Carl Godin: Ett träd (Nils Ferlin)
Lill Erik Hafgren: 1. Den vilda svanen (G. Jönsson) 2. En Borstahus-Ballad (G. Jönsson)
Arne Malmström: På myren (Bertel Gripenberg)
Gösta Nystroem: Flickan stod vid brunnen (C. Günther)
Einar Ralf: Den långa dagen (J.L. Runeberg)

### Häfte LXVII (1954 års kvartetthäfte)
Upplaga (ej angiven)
Inköpta på prisnämndens förslag:
Rune Wahlberg: 1. Bondfiolen (Arvid Mörne) 2. Sommarnatten (Arvid Mörne)
Göte Strandsjö: 1. Flyttfåglar (Inez Eriksson) 2. Till en vårbäck
Carl-Elow Nordström: Det är vackrast när det skymmer (Pär Lagerkvist)
Bror Samuelsson: 1. Det slocknar så många stjärnor 2. Stranden sjunger (Pär Lagerkvist)
H.A. Peter: Dryckesvisa
Utom pristävlan har styrelsen förvärvat:
Lill Erik Hafgren: Om våren (G. Jönsson)
Anders Jobs: Skall aldrig vintern taga slut (O. Dalin)

### Häfte LXVIII (1955 års kvartetthäfte)
Upplaga (ej angiven)
Inköpta på prisnämndens förslag:
Rune Wahlberg: 1. Svarta svanor (C. Snoilsky) 2. Visa på en fredag (Emil Hagström)
Marurice Karkoff: Fiskare (Bo Setterlind)
Lill Erik Hafgren: Impromptu (Gabriel Jönsson)
Nils Björkander: Elegi (Sigfrid Siwertz)
Utom pristävlan har styrelsen förvärvat:
Bo Linde: 1. Nocturne 2. En Pingstvisa (Jarl Hemmer) 3. Nocturne 4. Vårvisa (Olof von Dalin). 5 Beväringa (Gustaf Fröding)

### Häfte LXIX (1956 års kvartetthäfte)
Upplaga (ej angiven)
Inköpta på prisnämndens förslag:
Maurice Karkoff: 1. Kastanjeträden trötta luta (V.Ekelund) 2. Lärkan (Kerstin Hed) 2. Lördagsmorgon (Bo Setterlind) 3 Ängsullen (Jarl Hemmer)
Bengt Karngård: Vårvisa (Nils Ferlin)
Utom pristävlan har styrelsen förvärvat:
Ivar Widner: Sångarmakt (Kerstin Hed)
Torsten Rantzen: Beväringa (Gustaf Fröding)

### Häfte LXX (1957 års kvartetthäfte)
Upplaga (ej angiven)
Inköpta på prisnämndens förslag:
Elling Enger: Låt mig förbli (Anna-Lisa Jörnstad)
Oskar Gyldmark: Tro (Hjalmar Gullberg)
Lennart Hedwall: Kväll i inandet (Moa Martinsson)
A.G. Joelsson: Väl den ödmjuka (Nils Bolander)
Maurice Karkoff: Miserere, mei deus (psaltaren 57:1)
Jan Carlstedt: Polska (Gössa Anders) 2. Vallåt (Rull-Anna Winäs)
Rune Wahlberg: Lustwin dansar gavott med de fem sinnerne (Samuel Columbus)

### Häfte LXXI (1964 års kvartetthäfte)
Upplaga (ej angiven)
Gottfrid Berg: 1. Skräddarmod (Nils Boman) Efter A. von Chamisso 2. I Mora (E.A. Karlfeldt)
Lennart Hedwall: Das Knie (Ch. Morgenstern) 2. Notturno
Torsten Hägg: Sus i kvällen (Johan Skog) 2. Det är vackrast när det skymmer (Pär Lagerkvist)
Maurice Karkoff: Du vintergata (Pär Lagerkvist)
Bearb Otto Olsson: Gammal dryckesvisa 2. Vaggvisa
Johnny Schönning: Barkarole: (B. Gripenberg)
Rune Wahlberg: 1. Hymn (H. Grundström) 2. Linden (Dagmar Stenberg) 3. Sjömanssång (Gustav Ullman)

## Nedläggning 1967
Sällskapet lades ned 1967. Troligen var ovanstående häfte (1964) det sista som utgavs.